# 이다은
이다은(1990년 2월 2일 ~ )은 대한민국의 여자 성우다. 2016년 대원방송 성우극회 공채 7기로 입사하였다.

## 출연 작품

### 애니메이션
- 100% 파스칼 선생님 - 나선화
- 12영웅전사
- 꼬마 너구리 라스칼 (대원방송)
- 슈퍼 베어
- 나의 히어로 아카데미아 - 시오자키 이바라, 코다 코지
- 블랙 클로버 - 레카, 바네사
- 바이올렛 에버가든 - 바이올렛 에버가든
- 스타크로스 - 우리
- 스핀파이터 - 카론
- 알쏭달쏭 캐치! 티니핑 (JEI 재능TV) - 퐁당핑
- 엄마 찾아 삼천리 (대원방송) - 줄리에타 페피노, 카타리나
- 마루코는 아홉살 - 마루코
- 마루코는 아홉살 2 - 마루코
- 마루코는 아홉살 3 - 마루코
- 마루코는 아홉살 4 - 마루코
- 아따맘마 2023 (브라보키즈) - 신여울
- 오소마츠 6쌍둥이 - 키쿠
- 원피스 (대원방송) - 아인, 와다츠미, 바이올렛, 빈스모크 소라, 샬롯 아망드, 샬롯 뮤큐루, 샬롯 드라제, 샬롯 시트론
- 이토 준지 컬렉션
- 일하는 세포 - 나이브 T 세포
- 예티: 신비한 동물 탐험대 - 넬리
- 조이드 와일드 - 소스
- 톰소여의 모험 (대원방송) - 베키
- 퍼즐앤드래곤 크로스 - 스터전
- 플랜더스의 개 (대원방송) - 조르주
- 학원 베이비시터즈 - 카미타니 타카, 우시마루 유키
- 해피니스 프리큐어! - 호슈아
- 호빵맨 (대원방송) - 크림판다
- 재채기 대마왕 - 강나루
- 장화신은 고양이: 끝내주는 모험 - 종업원, 하인, 맞은 베이커, 베이커 군단
- 키다리 아저씨(대원방송)
- 코드네임 X (KBS) - 페이롱
- 캐리야! 학교가자 (KBS) - 엘리, 대니, 캐리 엄마

## OST
- 시크릿 프렌즈 Secret Friends - 이정은, 이다은, 이아름 박시윤
- 삽입곡 비밀의 숲, Make me over - 이다은
- 호빵맨 오프닝 엔딩 - 이다은

### 외주 제작 드라마 더빙
- 가면라이더 고스트 - 안마이저 외
- 가면라이더 이그제이드 - 송유빈 외
- 파워레인저 애니멀포스 - 어린 조하늘 외
- 파워레인저 갤럭시포스 - 최지웅(리틀베어 스카이블루)

### 게임
- 던전앤파이터 - 오베리아 로젠바흐, 타나
- 마비노기 영웅전 - 레서[1]
- 메이플스토리 - 아델[1]
- 쿠키런: 킹덤 - 슈크림맛 쿠키, 설원 마을 아이

## 외화
- 블랙 위도우 - 위도우(난나 블론델)